# كوربي (دائرة انتخابية في المملكة المتحدة)
كوربي (بالإنجليزية: Corby)‏ هي إحدى الدوائر الانتخابية في المملكة المتحدة الممثلة في مجلس العموم في برلمان المملكة المتحدة.
عضو البرلمان الذي يمثلها حالياً هو :Phil Hope (Lab/Co-op).